# Joakim Gräns
Joakim Gräns Bouya, född 8 mars 1972 i Malmö, är en svensk skådespelare  och regissör.

## Biografi
Gräns är uppvuxen i Helsingborg, och verkar som skådespelare sedan 2003 då han avlade examen vid Teaterhögskolan vid Göteborgs universitet. Efter sin skådespelarexamen har han främst varit verksam vid Stockholms stadsteater där han medverkat i ett stort antal produktioner.
För SVT har han bland annat medverkat i Bron säsong 3och Harold Pinters Ingen mans land samt komedin Lånta fjädrar.
Gräns har även medverkat i Modus säsong 2 för TV4 och i Advokaten för Svensk Filmindustri. 
Gräns är även sedan 2020 regissör för musikskådespelet Wiraspelen i Wira bruk där han även sedan flera år ingår i ensemblen tillsammans med sin dotter Esmeralda Helleday Gräns. 
Gräns är bosatt i Stockholm men är numera verksam på flera teatrar och scener i landet.

## Film och TV-serier
- 2008 – Lånta Fjädrar (TV-serie)
- 2012 – Ingen mans land (TV-serie)
- 2015 – Bron (TV-serie)
- 2017 – Modus (TV-serie)
- 2018 – Advokaten (TV-serie)
- 2022 – Stopp! (TV-serie)

## Teater

### Roller (ej komplett)
| År   | Roll                                          | Produktion | Regi                 | Teater                   |
| ---- | --------------------------------------------- | --- | -------------------- | ------------------------ |
| 2001 | Doktorn                                       | Kameliadamen (La Dame aux camélias) Alexandre Dumas den yngre | Linus Tunström       | Orionteatern             |
| 2003 | Teaterbesökare Den unge mannen Polisen Pojken | Nysningen (The Good Doctor ) Neil Simon | Johan Wahlström      | Stockholms stadsteater   |
| 2004 | Osric Volteman Sjöman Skådespelare            | Hamlet William Shakespeare | Philip Zandén        | Stockholms stadsteater   |
| 2004 | Båtsman                                       | Stormen (The Tempest) William Shakespeare | Jan Maagaard         | Stockholms stadsteater   |
| 2005 | Von Strack                                    | Amadeus Peter Shaffer | Staffan Aspegren     | Stockholms stadsteater   |
| 2005 | Tiggare                                       | Tolvskillingsoperan (Die Dreigroschenoper) Bertolt Brecht och Kurt Weill | Lars Rudolfsson      | Stockholms stadsteater   |
| 2005 | Mr Oxenby                                     | Påklädaren (The Dresser) | Rickard Günther      | Stockholms stadsteater   |
| 2006 | Kirillov                                      | Onda andar (Бѣсы, Bésy) | Ole Anders Tandberg  | Stockholms stadsteater   |
| 2006 | Jan von Scherling                             | Temperance Staffan Göthe | Rickard Günther      | Stockholms stadsteater   |
| 2006 | Steve Hubble                                  | Linje Lusta (A Streetcar Named Desire) Tennessee Williams | Göran Stangertz      | Stockholms stadsteater   |
| 2007 | Rabensteiner                                  | Nya processen (Der neue Prozeß) Peter Weiss | Hugo Hansén          | Stockholms stadsteater   |
| 2007 | Flera                                         | Juloratoriet Göran Tunström | Christian Tomner     | Stockholms stadsteater   |
| 2007 | Ferdinand                                     | Rock'n'roll Tom Stoppard | Margareta Garpe      | Stockholms stadsteater   |
| 2007 | Coulmiér                                      | Mordet på Marat (Die Verfolgung und Ermordung Jean Paul Marats, dargestellt durch die Schauspielgruppe des Hospizes zu Charenton unter Anleitung des Herrn de Sade) Peter Weiss | Tobias Theorell      | Stockholms stadsteater   |
| 2008 | Schagerström                                  | Charlotte Löwensköld Selma Lagerlöf | Elisabeth Frick      | Stockholms stadsteater   |
| 2008 | Walter Rhenström                              | Lånta Fjädrar (Der Keusche Lebemann) Franz Arnold och Ernst Bach | Stefan Ekman         | Krusenstiernska gården   |
| 2009 | d'Artagnans far m.fl.                         | De tre musketörerna Alexander Mørk-Eidem | Alexander Mørk-Eidem | Stockholms stadsteater   |
| 2009 | Albert                                        | Änkeman Jarl | Göran Stangertz      | Stockholms stadsteater   |
| 2010 | Gena                                          | Aniara Harry Martinson | Lars Rudolfsson      | Stockholms stadsteater   |
| 2011 | Krister                                       | Entré/Sorti | Lennart Hjulström    | Stockholms stadsteater   |
| 2011 | Pasja                                         | Utrensning (Puhdistus) Sofi Oksanen | Åsa Melldahl         | Stockholms stadsteater   |
| 2011 | Yngste sonen                                  | Jeppe på Berget (Jeppe paa Bierget) Ludvig Holberg | Ole Anders Tandberg  | Stockholms stadsteater   |
| 2012 | Foster                                        | Ingen Mans Land | Lena T Hansson       | Stockholms stadsteater   |
| 2013 | Tramplemain                                   | Kaos i kulissen | Frej Lindqvist       | Norrbottensteatern       |
| 2014 | Erko grälande man                             | En stund i Lyckan Rino Brezina | Rino Brezina         | Teater Sörmland          |
| 2015 | Abram                                         | Vår klass (Nasza klasa) | Natalie Ringler      | Teater Galeasen          |
| 2016 | Rochester                                     | Jane Eyre | Anna Azcarate        | Malmö Stadsteater        |
| 2017 | Adrian Löwensköld m.fl.                       | Löwensköldska ringen Selma Lagerlöf | Anna Azcarate        | Uppsala stadsteater      |
| 2017 | Dancairo                                      | Carmen | Anna Bergmann        | Uppsala Stadsteater      |
| 2018 | Michel                                        | Massakerguden | Anders Lundorph      | Uppsala Stadsteater      |
| 2019 | Räven / Djurtämjaren                          | Pinocchio | Martin Rosengardten  | Teater Västernorrland    |
| 2020 | Hendryk / Dr.Fredriksen / Danken              | Sidonie & Natalie | Karin Parrot-Jonzon  | Malmö Stadsteater        |
| 2021 |                                               | Inatt blir allting annorlunda - Discoteca Paraiso (Diese Nacht wird alles anders - Discoteca paraiso) Roland Schimmelpfennig                                                    | Martin Rosengardten  | Kulturhuset Stadsteatern |
| 2022 |                                               | Dance Nation Clare Barron | Martin Rosengardten  | Kulturhuset Stadsteatern |
| 2023 |                                               | Salaligan Mats Strandberg / Mikael Kallin | Mikael Kallin        | VästmanlandsTeater       |